# Schwäbisch Hall

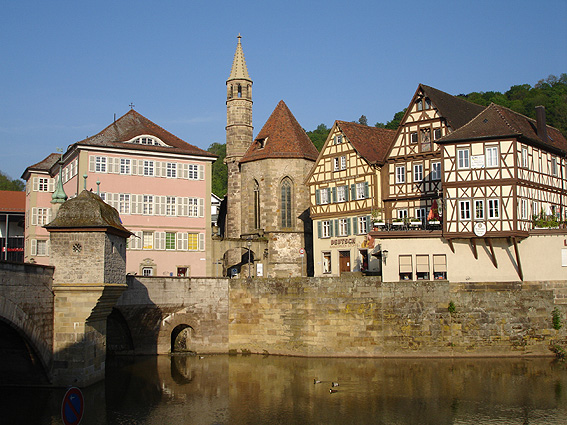
Barrio de Weiler con Henkersbrücke (Puente de la Horca) y la iglesia de la Orden de San Juan.

Schwäbisch Hall (o abreviado Hall) es una ciudad en el estado federado alemán de Baden-Wurtemberg. La ciudad se encuentra en el valle del río Kocher en la parte noreste de Baden-Wurtemberg. Cerca de 36.000 personas viven en Hall.
El área donde se ubica estuvo habitada desde antiguo, ya que en ella se obtenía sal a partir de agua salada. Fue habitada por celtas y romanos. Pero es en la Edad Media cuando adquiere el rango de ciudad. De 1280 a 1803, tuvo el estatuto de ciudad imperial libre y el derecho de acuñar su propia moneda, el Heller, cuya denominación deriva del nombre de la ciudad.

## Historia y monumentos

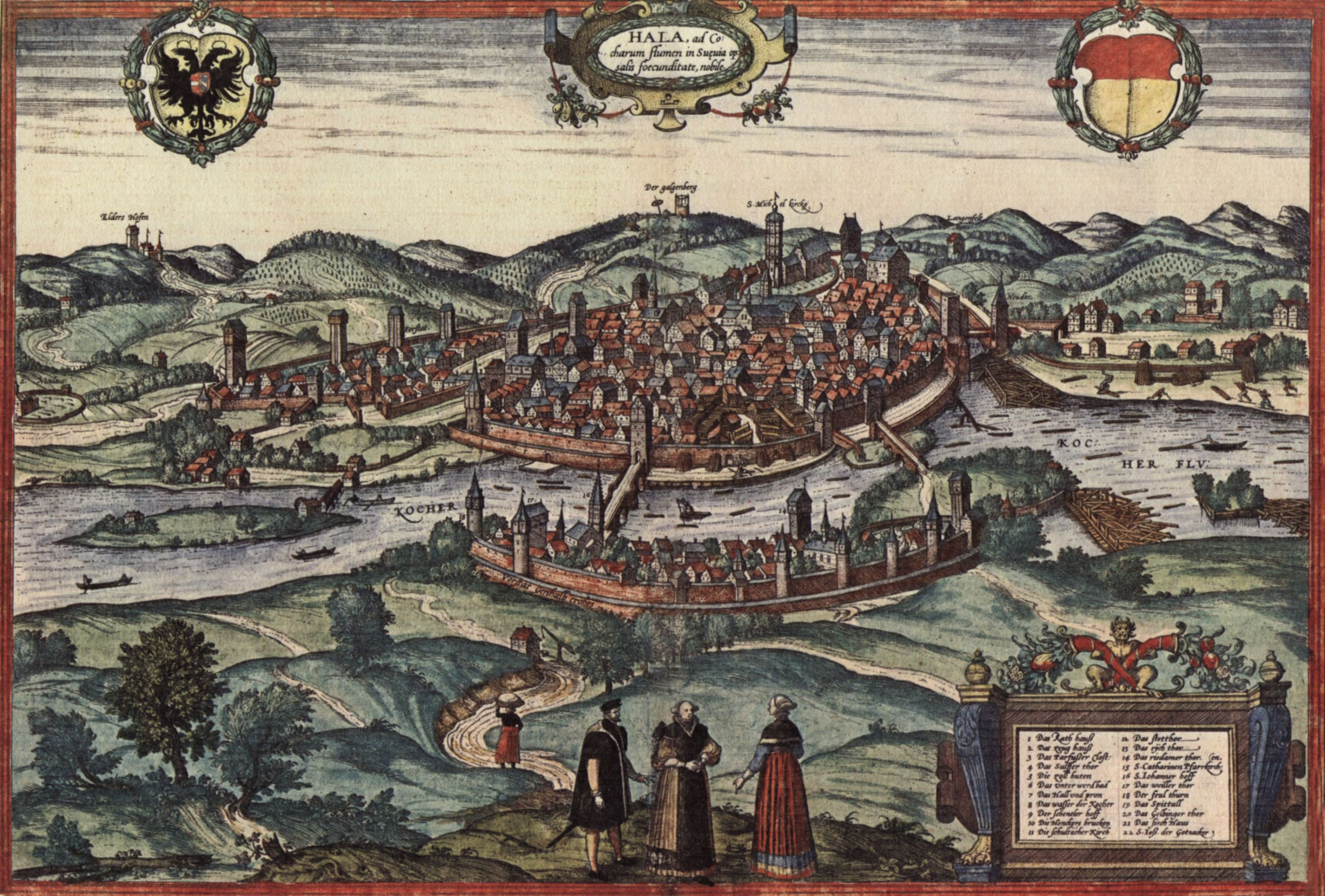
La primera vista impresa de la ciudad, alrededor de 1580, de Cosmografía, Georg Braun y Franz Hogenberg.

Edad Media y principios de la Edad Moderna
En la plaza del mercado, la más importante de la ciudad, se encuentra la iglesia de San Miguel, el templo principal de Schwäbisch Hall, consagrado en 1156. La nave es de estilo gótico, la torre, más antigua, está construida en estilo románico. Delante de la iglesia de San Miguel hay una escalera empinada de 53 escalones que desde el punto de vista estático sirve de contrapeso a la estructura pesada de la iglesia y su torre. 
En una esquina de la plaza del mercado, detrás de una fuente, se halla la picota. En tiempos recientes se volvió a usarla al exponer los nazis en 1944 a una mujer al escarnio de la población por su supuesta relación con un prisionero de guerra francés. En dicha plaza está la casa de Sanwald, según Wolfgang Kaspar Sanwald (1669-1734), quien —al igual que su hijo Johann Lorenz Sanwald (1711-1778)— fue alcalde de la ciudad. Parte de la casa alberga hoy un museo.  
Siglo XX
Desde 1925 se escenifica en la gran escalera de San Miguel teatro profesional al aire libre, que atrae a espectadores de todas partes. La escalera sirve de escenario, los espectadores están sentados en la plaza del mercado. Hoy en día, en la isla formada por el río Kocher, también hay un teatro que es casi idéntico al Globe Theatre de Shakespeare en Londres.
En 1939 fue fundada la Bausparkasse Schwäbisch Hall, una caja de ahorros para la vivienda, el mayor patrono y hasta 2001 también el mayor contribuyente de la ciudad. 
En la Segunda Guerra Mundial los habitantes de Schwäbisch Hall tuvieron mucha suerte porque muchas casas se conservaron aunque la ciudad sufrió varios bombardeos por parte de la aviación aliada. El ayuntamiento quedó completamente destruido. Su reconstrucción en estilo barroco original se acabó en 1955. En el lugar donde se hallaba el antiguo monasterio franciscano, al sur de la plaza, se encuentra hoy la discoteca Barfüßer (Descalzos), en referencia a los franciscanos descalzos.
Colección Würth, Sala Schwäbisch
Un museo de iniciativa privada, la Sala Schwäbisch , exhibe una selección de obras de arte antiguo y moderno de la Colección Würth. La principal joya de este repertorio es la Virgen del burgomaestre Meyer, retablo pintado por Hans Holbein el Joven en 1526-1529.

## Personajes famosos
Un personaje muy famoso del siglo XVI fue Thomas Schweicker (1540-1602), un calígrafo nacido sin brazos. Escribía y pintaba con sus pies. Por su talento fue recibido por el emperador Maximiliano II cuando visitó la ciudad en 1570. Thomas Schweicker incluso escribió con los pies su epitafio.
También nació allí el escritor Hartmut Abendschein.

## Galería de imágenes

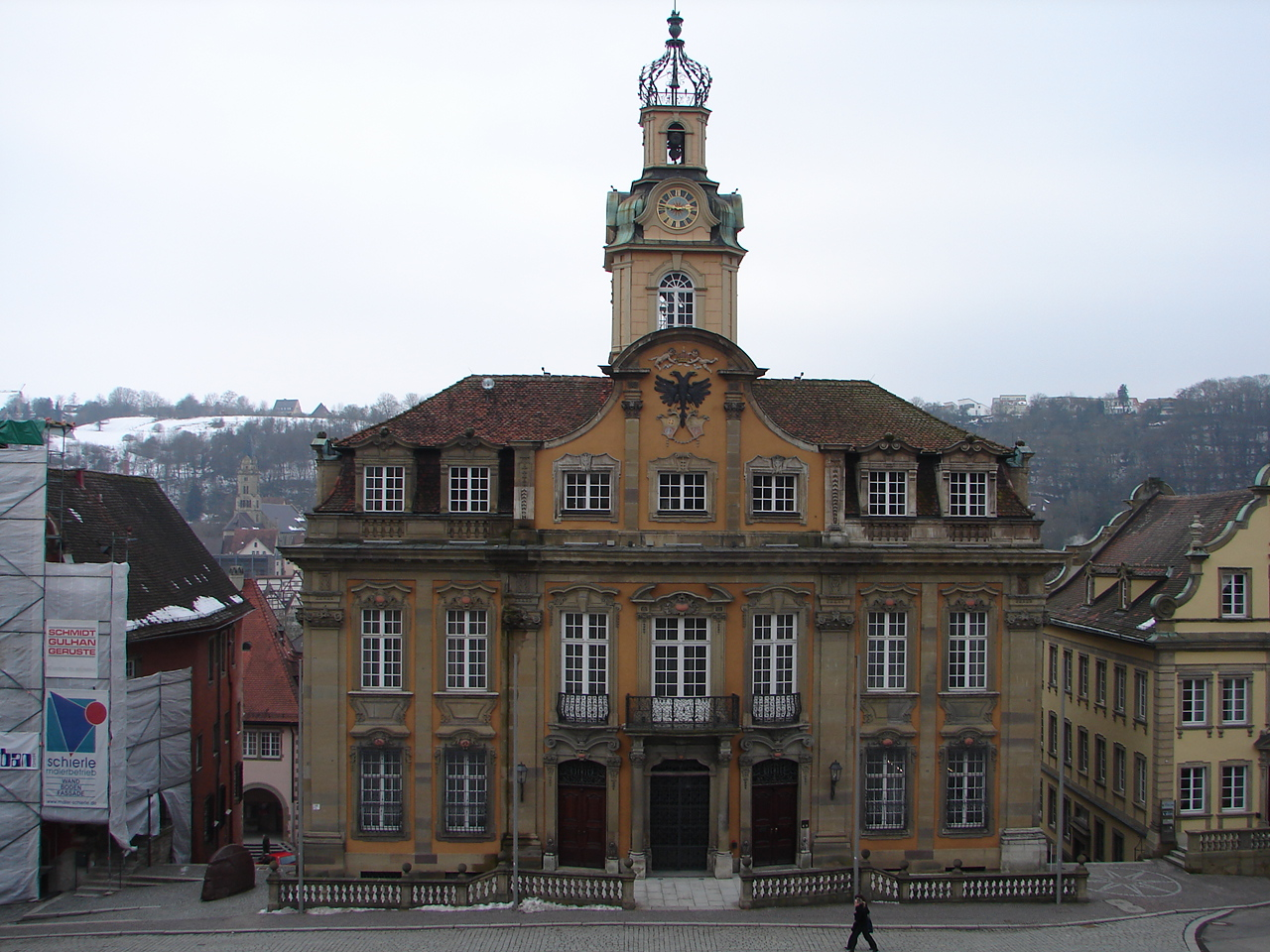
Ayuntamiento
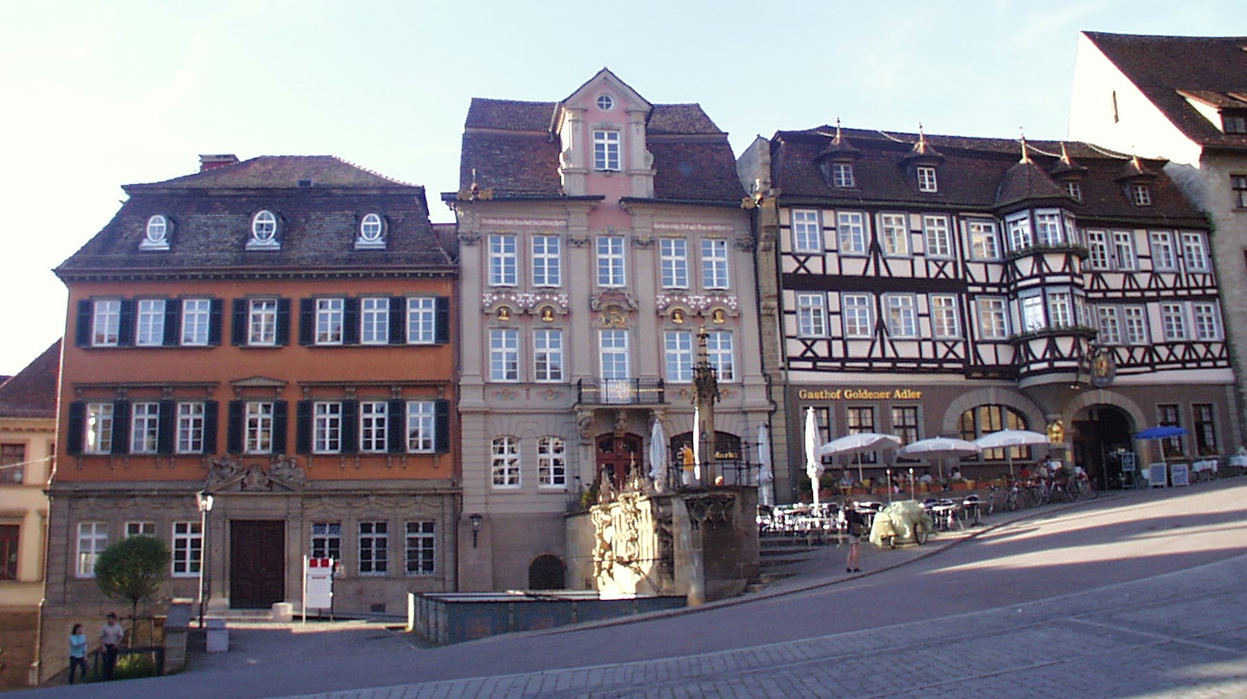
Plaza del mercado
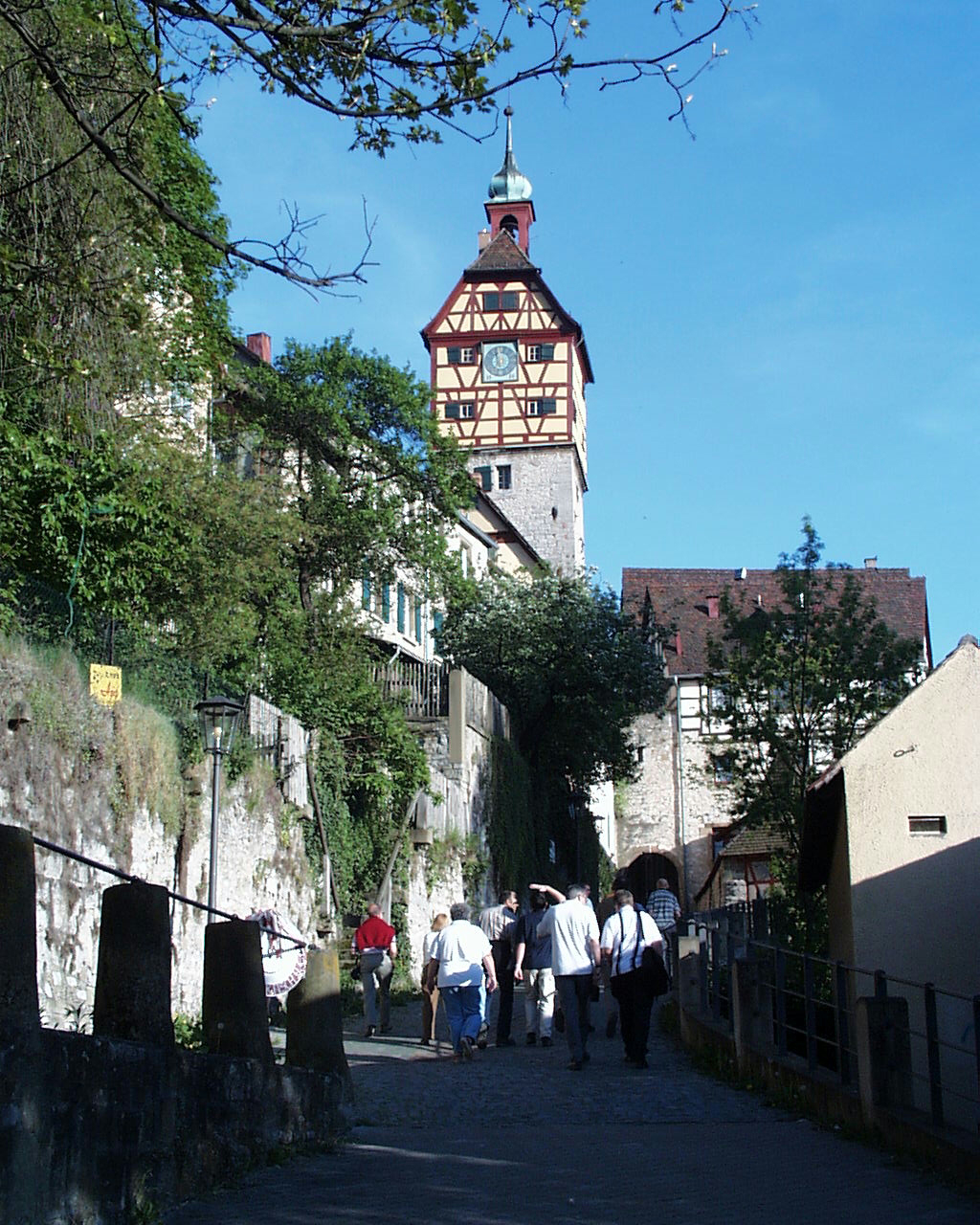
Camino del Badtor
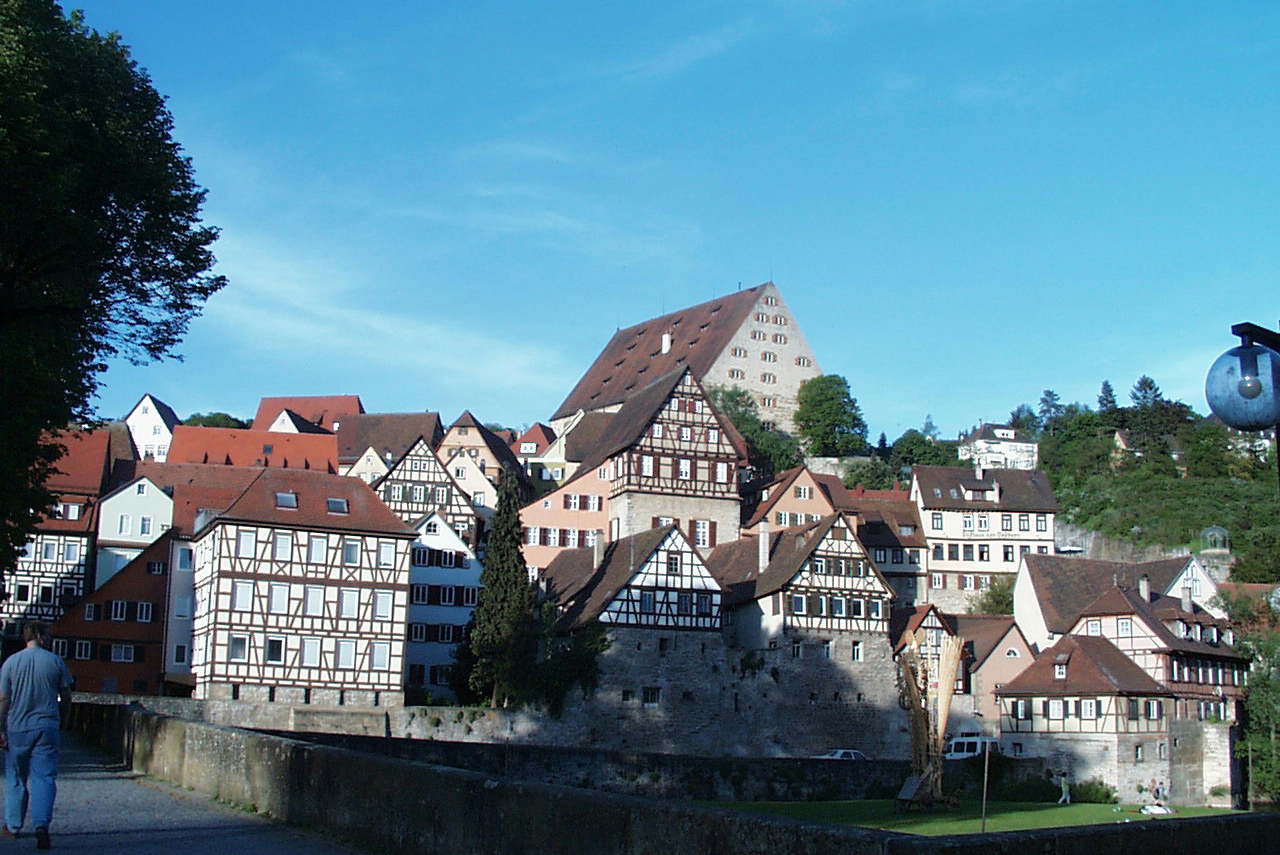
El "Neubau" (edificio nuevo)
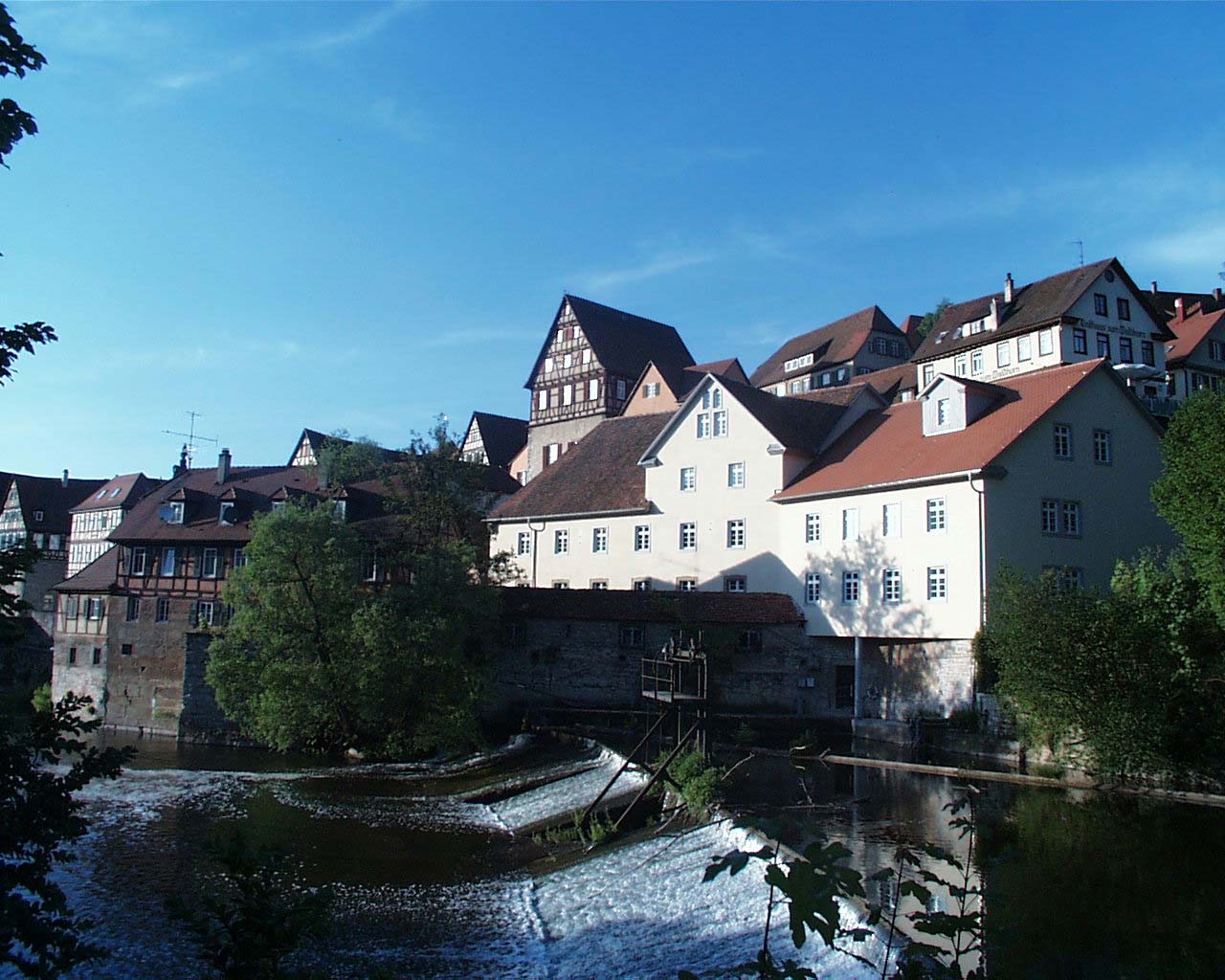
El viejo molino de la ciudad, hoy un museo
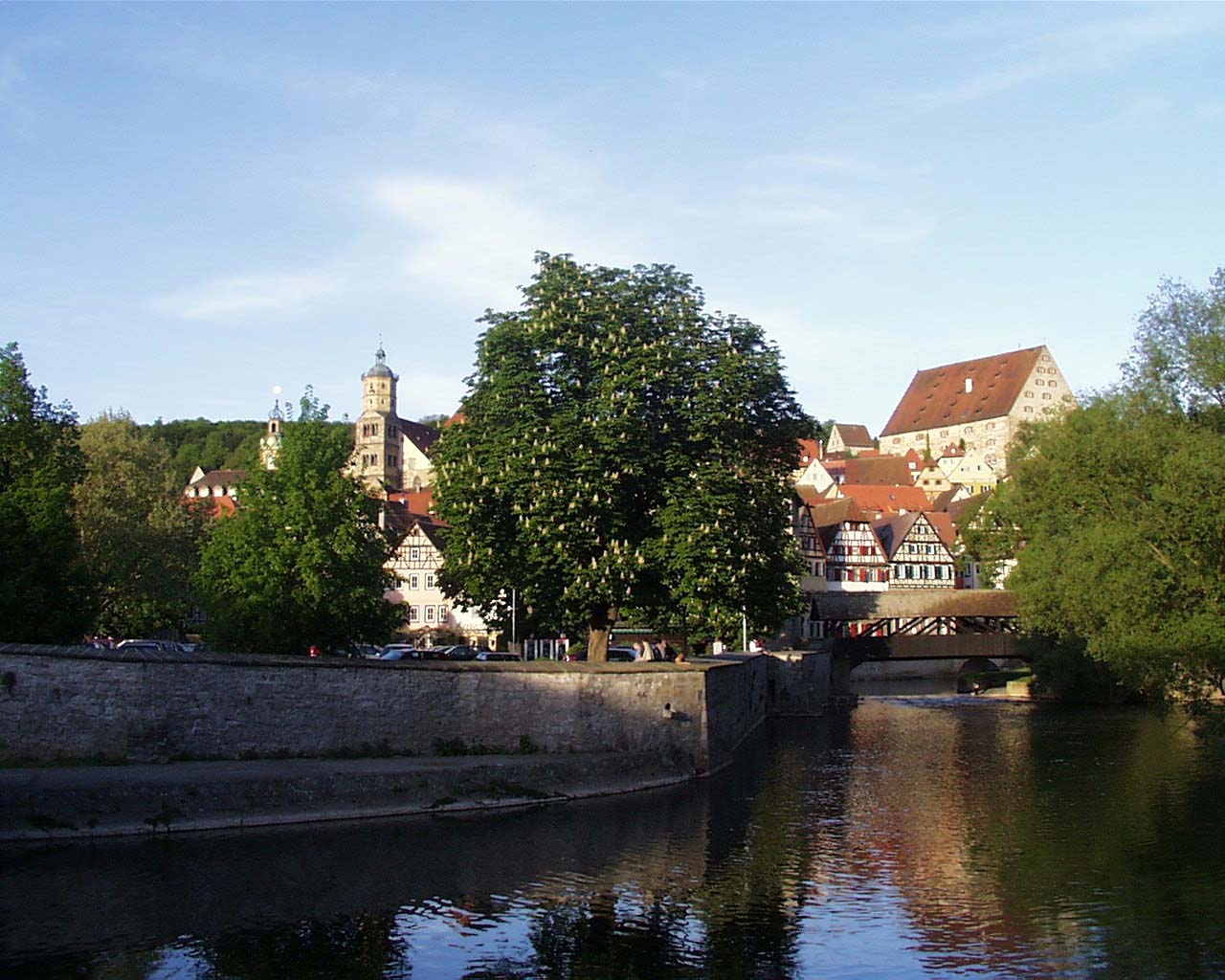
Iglesia de San Miguel y el Neubau vistos desde el río Kocher
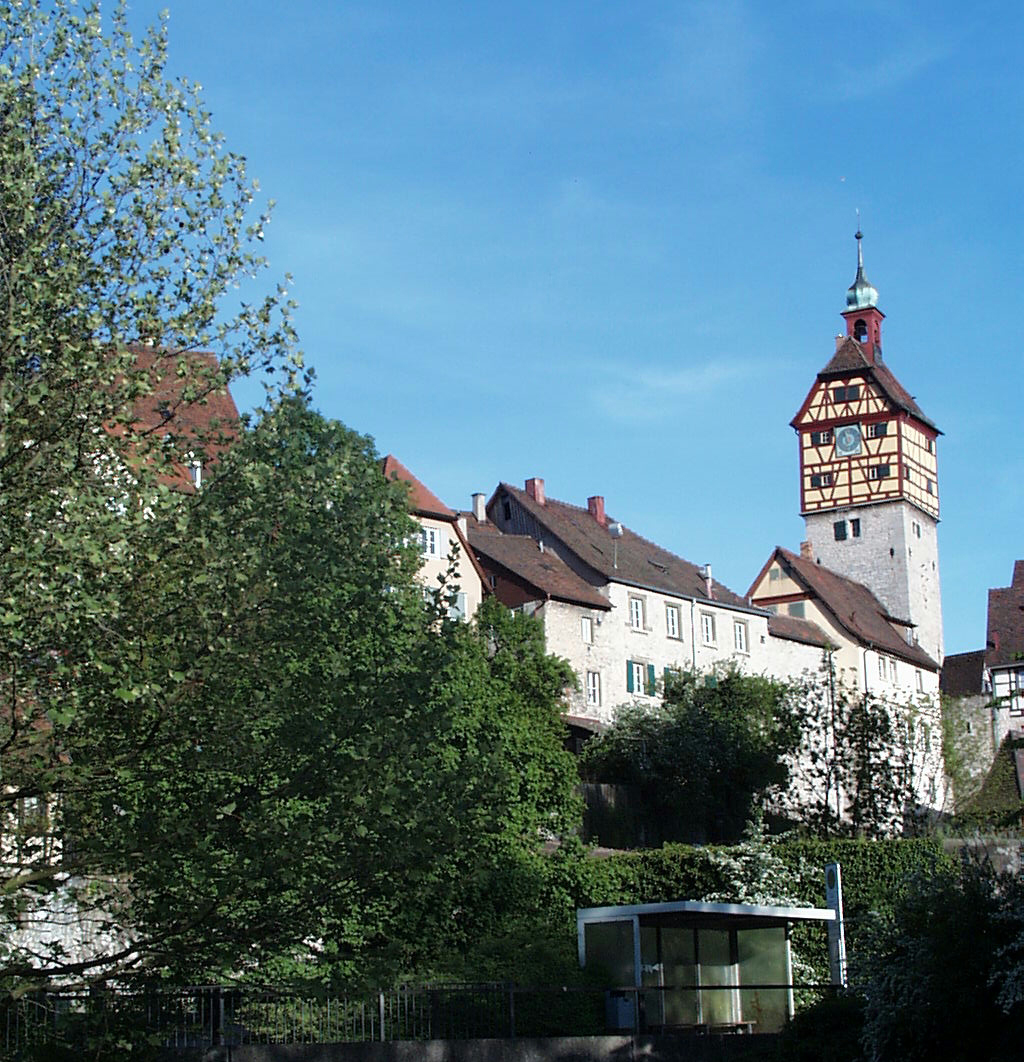
La torre Josen
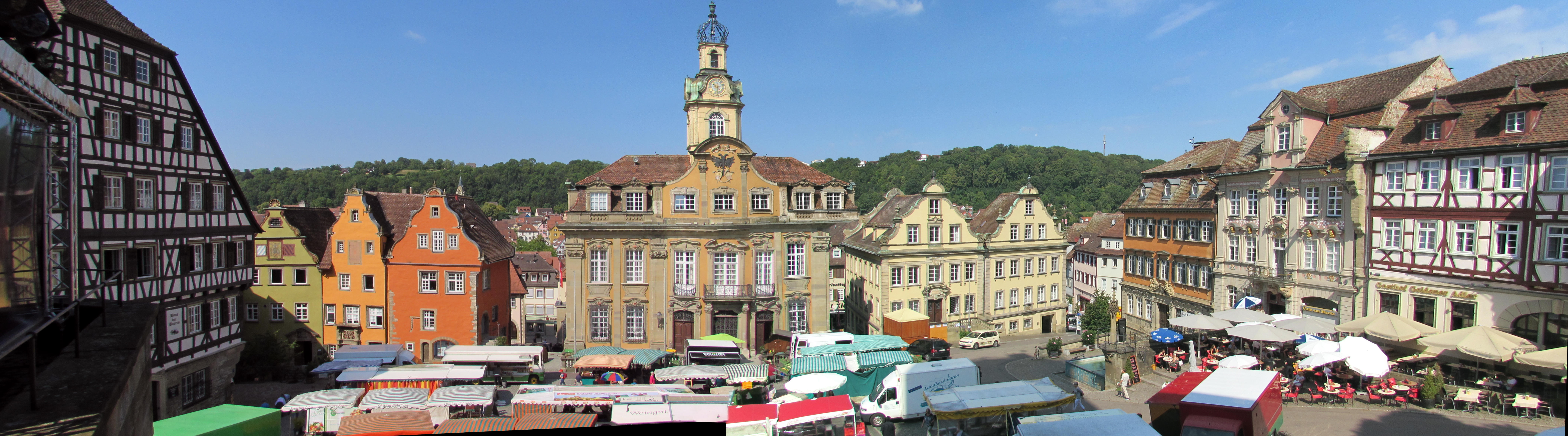
Plaza del mercado Panorama